# Kostel svatého Martina (Žárová)
Kostel svatého Martina v Žárové (Velké Losiny v okrese Šumperk) je významnou památkou středověké pozdně renesanční roubené kostelní architektury. Zachoval se v autentické podobě, nenarušené pozdějšími úpravami. Památkově chráněn od roku 1958. 

## Historie
Kostelík byl vybudován jako luteránský v roce 1611 majitelem losinského panství Janem Jetřichem ze Žerotína. Výstavbu nového kostela zřejmě plánoval již jeho otec, Jan ze Žerotína, který však v roce 1608 zemřel. Svědčí o tom votivní deska s chronogramem 1611 nad vstupem do sakristie. Zajímavá je historie materiálu (dřeva). V letech 1599-1603 byl ve Velkých Losinách budován nový kostel. Dřevo ze strženého starého kostela vystačilo na stavbu tří menších vesnických kostelů, dnes cenných památek drobné renesanční architektury – kostela sv. Michaela v Maršíkově, kostela sv. Jana Nepomuckého v Klepáčově (ten je však mnohem mladší) a zmíněného kostela sv. Martina v Žárové. Kostely v Žárové a Maršíkově stavěl evidentně stejný mistr, kostel v Žárové byl zachován v původní podobě. Po roce 1620 byl kostel připojen k losinské římskokatolické farnosti. Opravy proběhly v letech 1802 (bílý nátěr interiéru), 1837 a 1845 (dláždění čtvercovými kameny).
V roce 2012 byla provedena oprava obvodových trámů, které byly napadeny dřevokazným hmyzem a výměna trámů podpírajících věž kostela.

## Popis

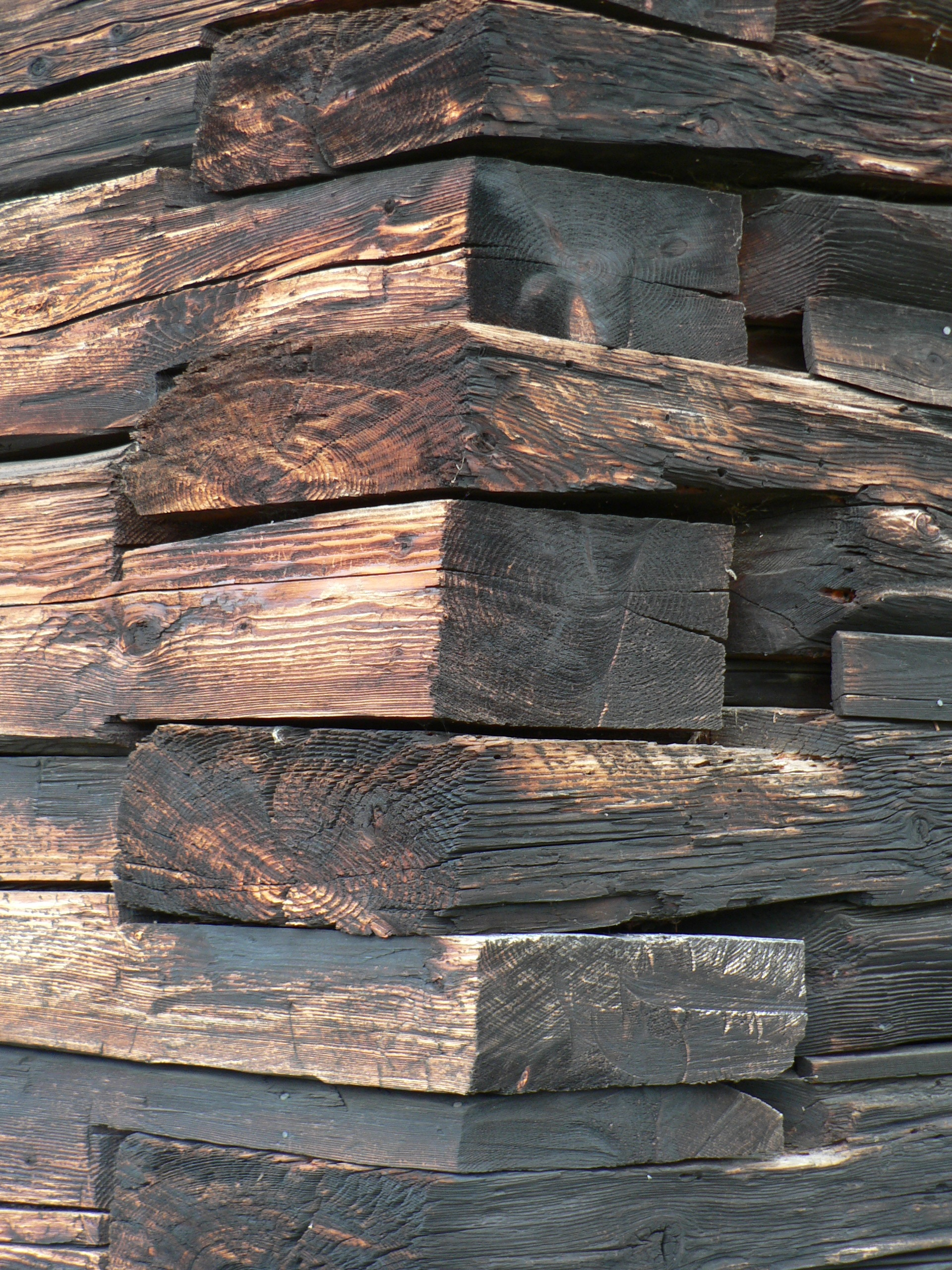
Detail vázání trámů v nároží kostela

### Areál
Kostel sv. Martina stojí uprostřed ohrazeného hřbitova, v jehož rohu se dle pověsti nacházejí hroby obětí morové epidemie z roku 1680. U zdi blízko vchodu zůstal nejstarší zachovalý barokní náhrobek z poloviny 18. století. Ostatní původní hroby byly po 2. světové válce odstraněny po vystěhování německého obyvatelstva. Před vchodem do areálu stojí kamenný kříž a památník se jmény padlých v 1. světové válce a připomenutím 21 padlých a 18 pohřešovaných z 2. světové války.

### Kostel
Kostel sv. Martina je postaven v renesančním slohu s pozdně gotickými prvky. Jde o dřevěný roubený kostel s polygonálním závěrem, vestavěnou věží čtvercového průřezu, nízkou předsíní na jižní straně lodi a obdélnou sakristií na severní straně presbytáře. Kostelní srub je postaven na nízkém kamenném soklu, který je před povětrnostními vlivy chráněn dřevěnou stříškou. Presbytář je zaklenut stlačenou nepravou dřevěnou klenbou, v lodi je povalový strop, v sakristii trámový strop. Střecha kostela je kryta šindelem.
Celý vnitřek kostela je obložen dřevem. Vstupní část je rozdělena kruchtou, z níž jsou přístupné ochozy podél bočních stěn lodi, typické pro luteránské stavby.

### Vnitřní vybavení
Hlavní oltář z roku 1717 pochází z poutní kaple Nejsvětější Trojice u Maršíkova, původní oltář (vysvěcený roku 1646) byl odstraněn v roce 1789. Z tohoto oltáře se zachoval pouze obraz sv. Martina. Na oltáři s krásnými řezbami je kartuše se znaky Žerotínů a svobodných pánů z Lingenau, z něhož pocházela Ludvika, manželka Jana Jáchyma ze Žerotína (zemřel 1716). Ostatní původní vnitřní vybavení se nedochovalo. Dnešní varhany pocházejí z roku 1757 (nahradily starší pozitiv z roku 1673), sošky dvou andělů na oltář byly zakoupeny v roce 1845, obrazy křížové cesty namaloval roku 1863 šumperský malíř Karel Brachtel. Zajímavý je osud kostelního zvonu - občané Žárové a Horního Bohdíkova si jej koupili v roce 1922, za druhé světové války byl zabaven a dnes se nachází ve věži farního kostela v Šumperku.

## Galerie

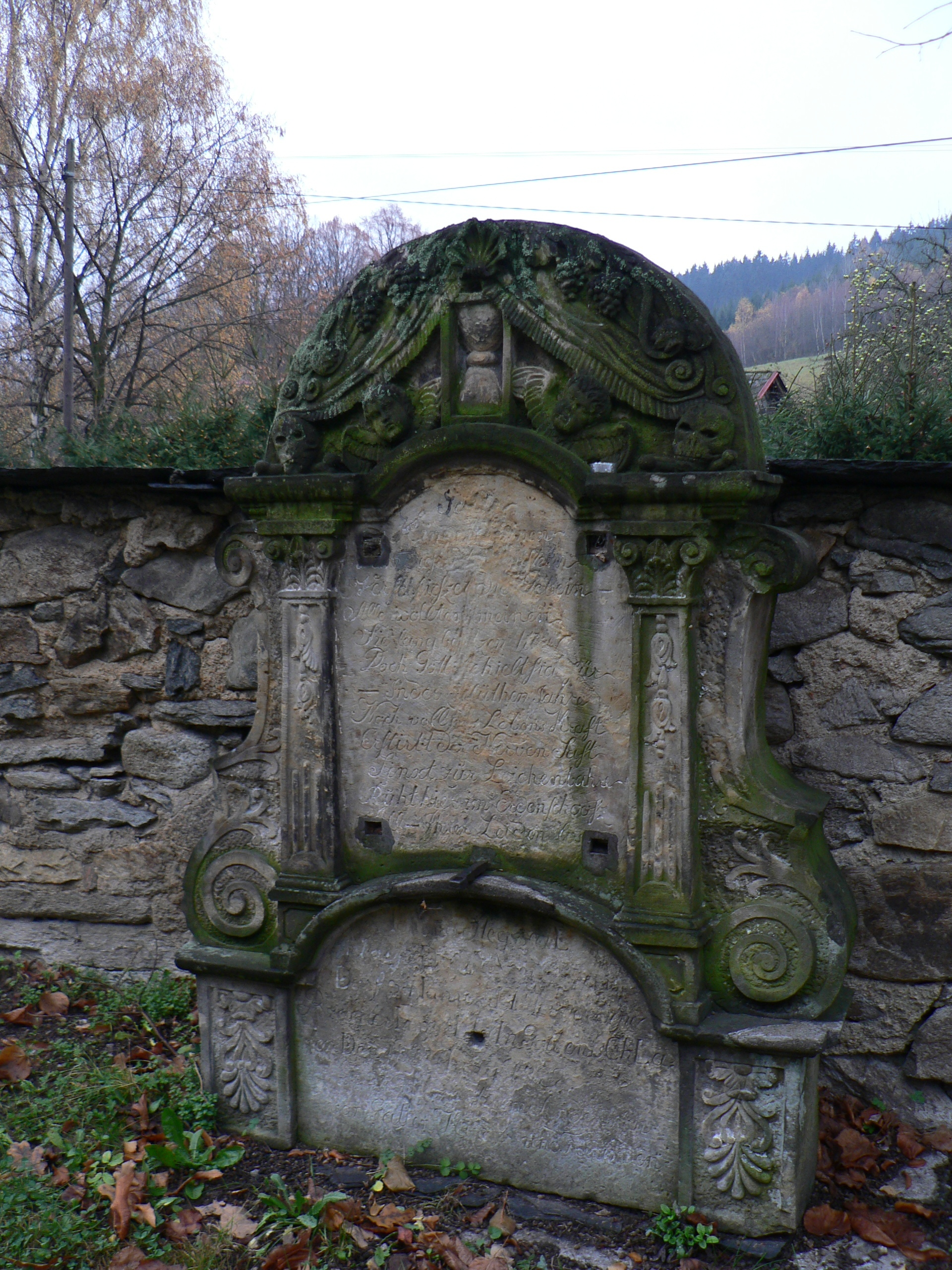
nejstarší náhrobek
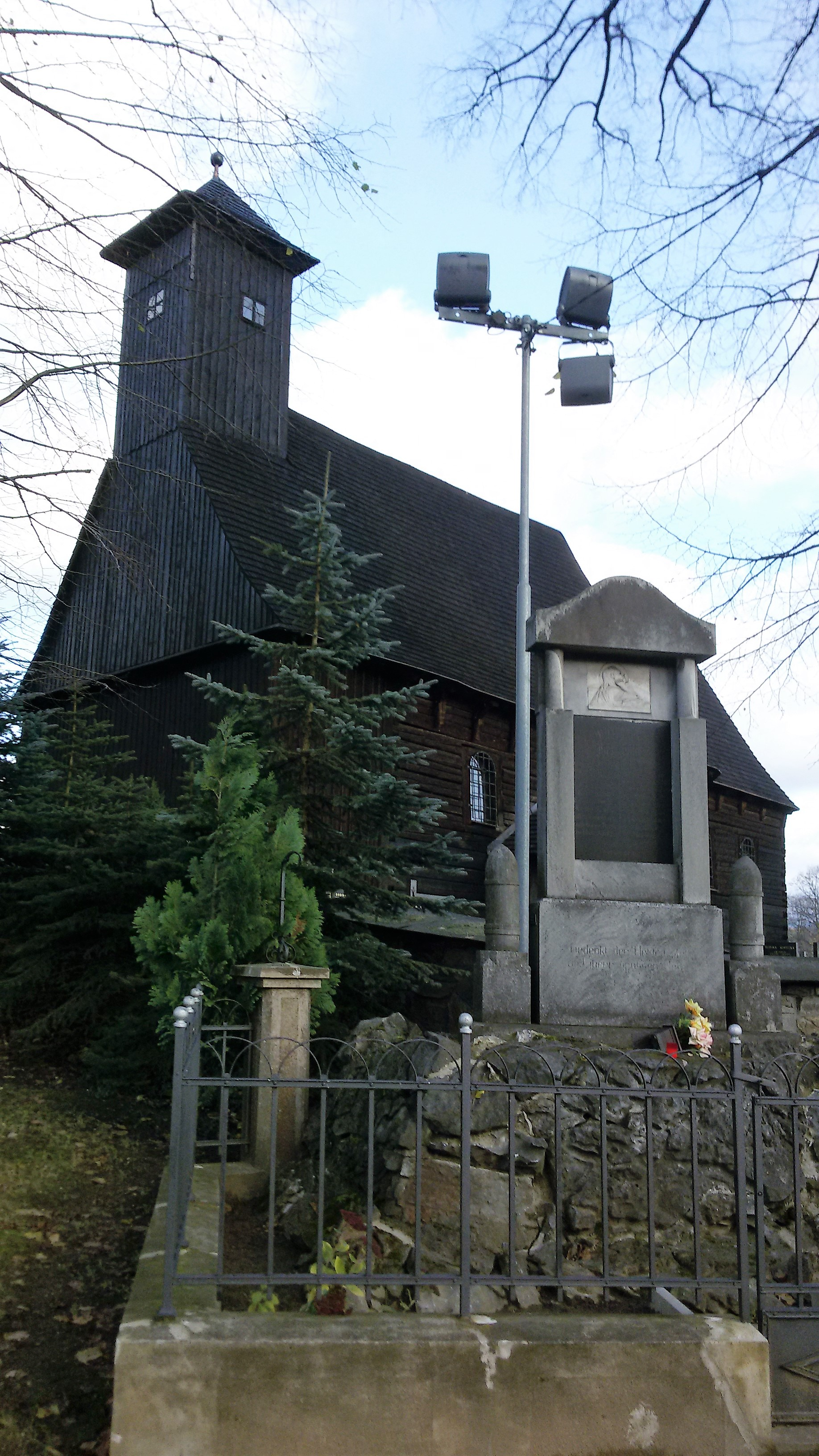
památník obětem válek u kostela
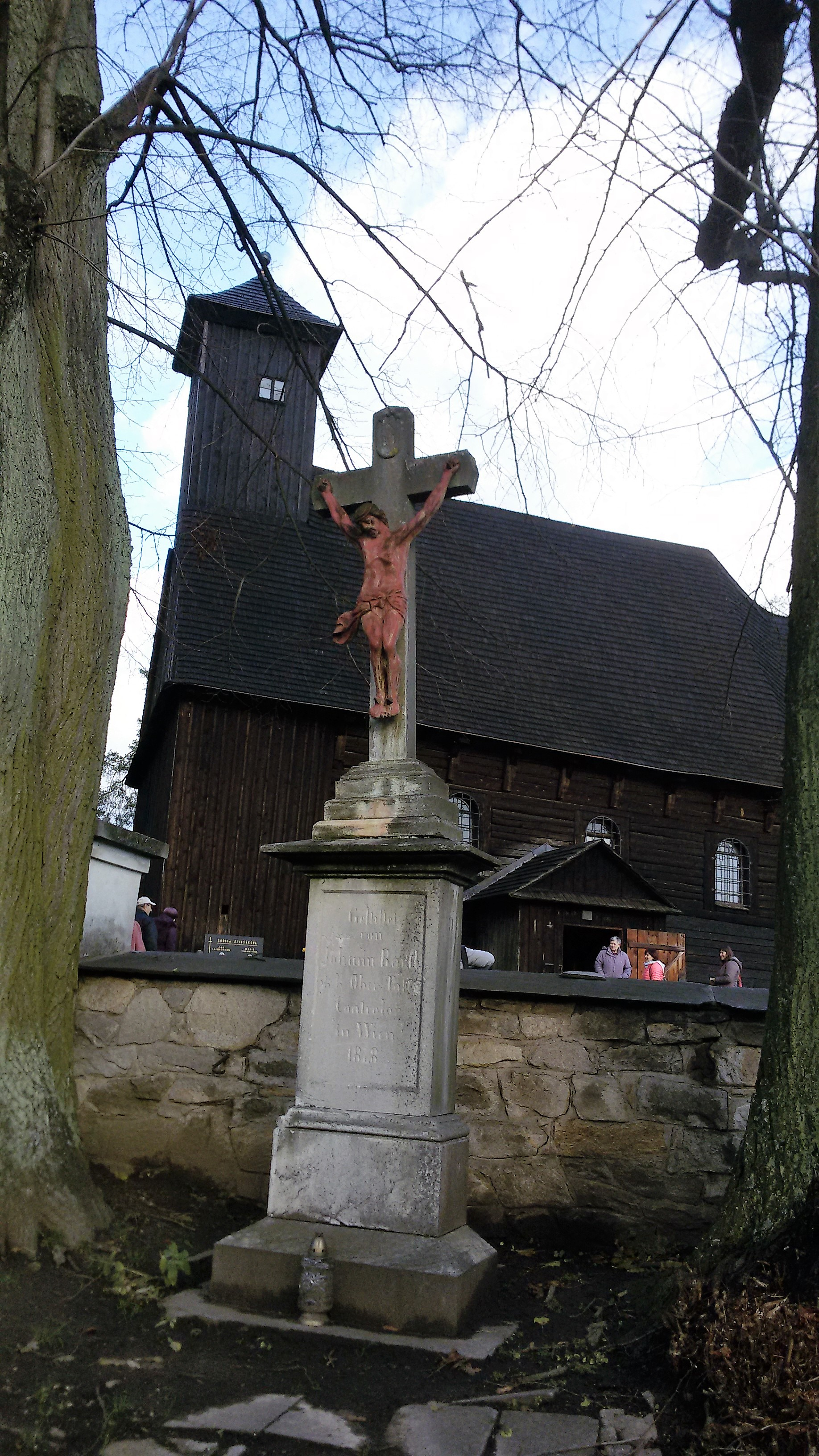
kříž před areálem kostela
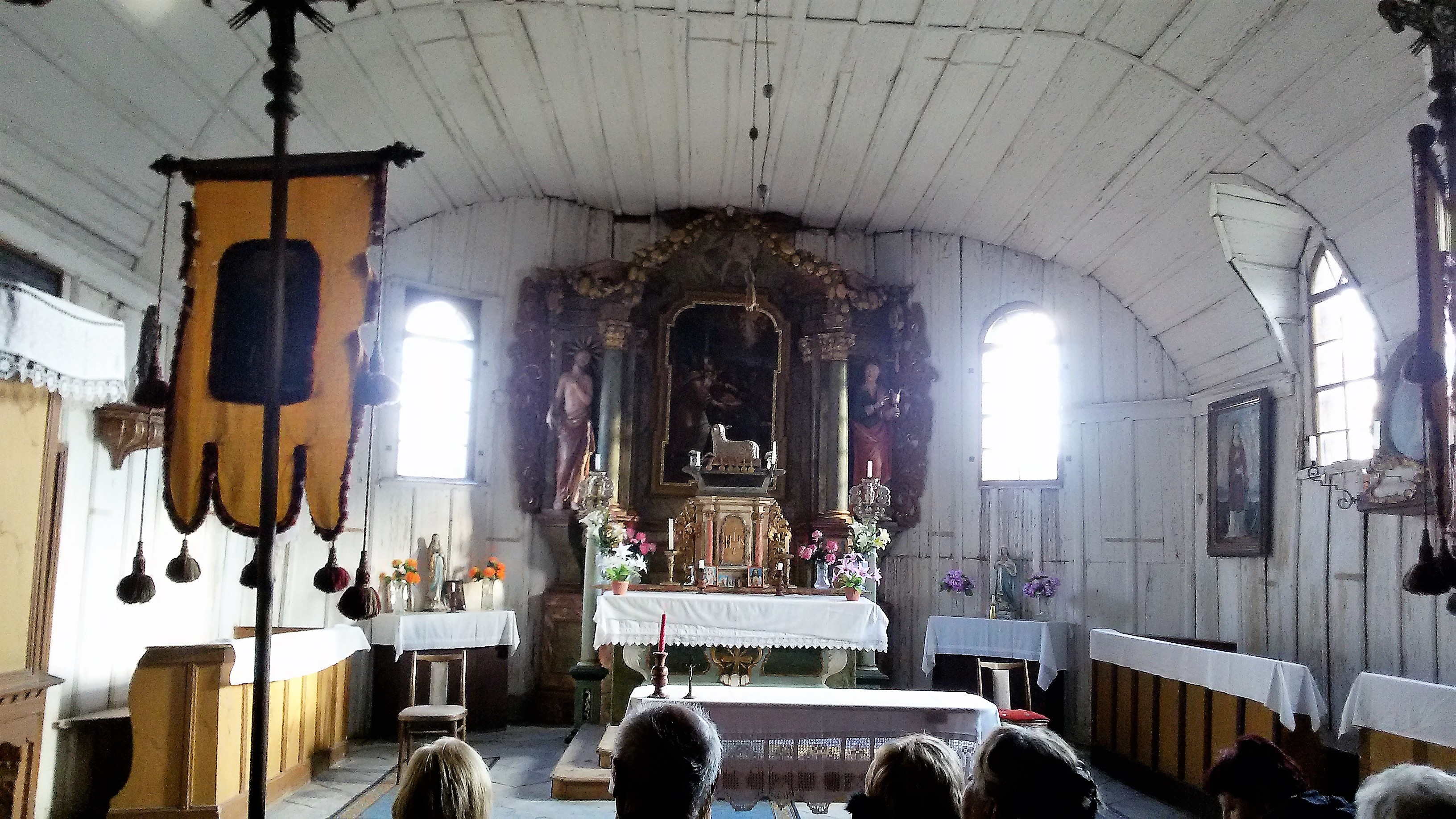
hlavní oltář
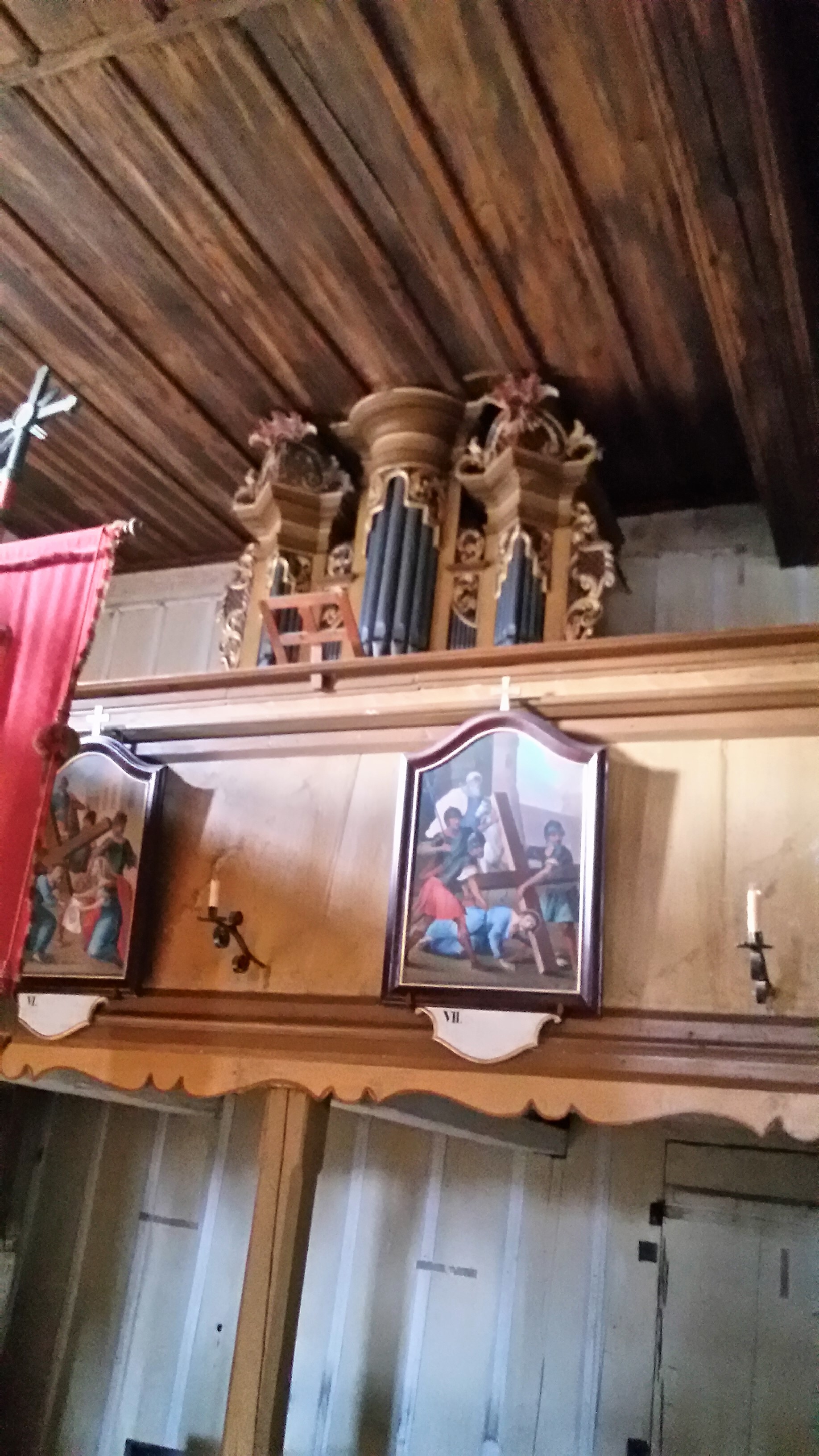
kruchta s varhanami a obrazy křížové cesty
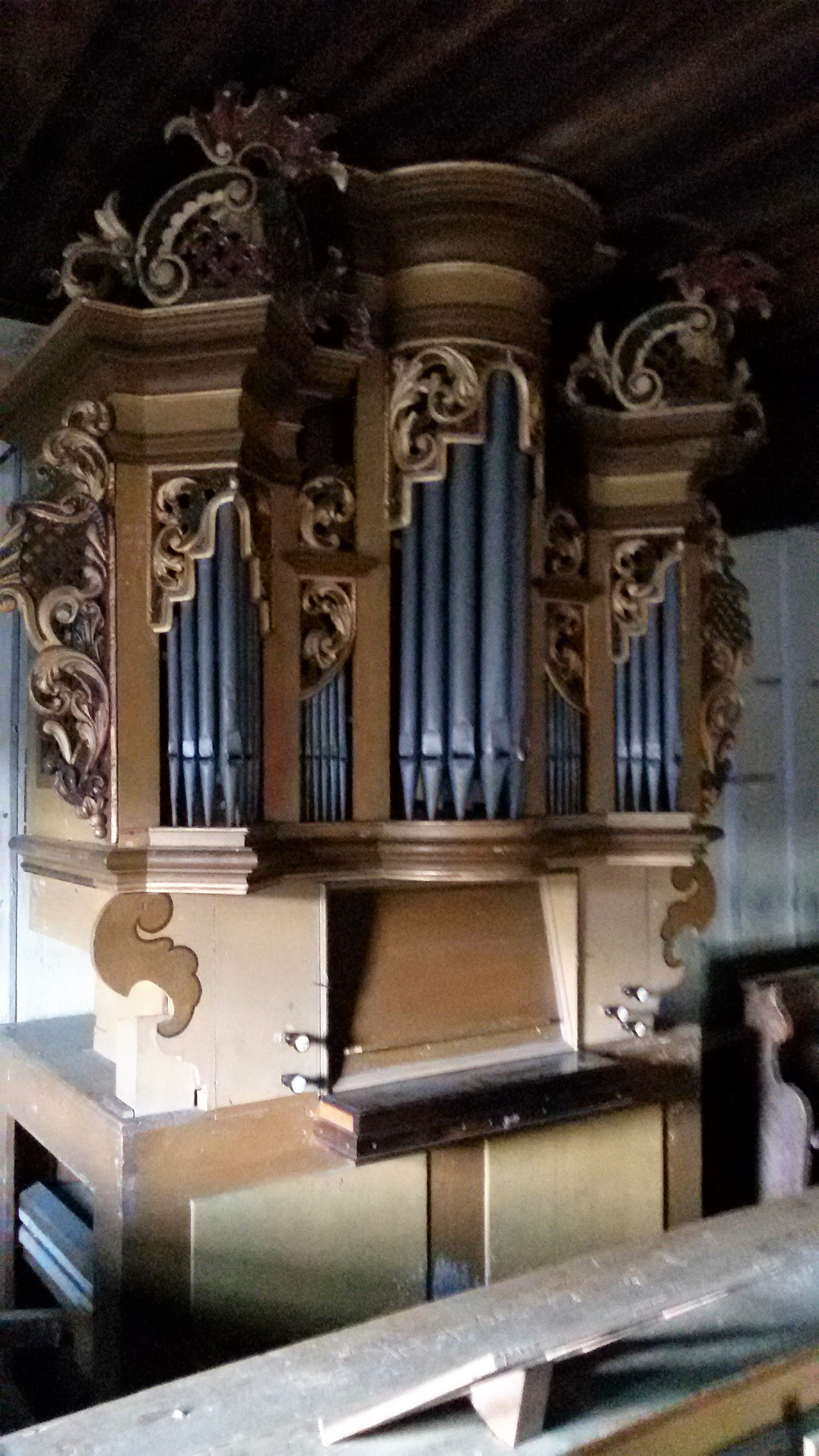
varhany